# Cerodrillia perryae
Cerodrillia perryae é uma espécie de gastrópode do gênero Cerodrillia, pertencente a família Drilliidae.